# جوزفين تشابلن
جوزفين هانا تشابلن (بالإنجليزية:Josephine Hannah Chaplin) (مواليد 28 مارس 1949 - 13 يوليو 2023) ممثلة أمريكية. وهي ابنة الممثل المعروف تشارلي تشابلن من زوجته أونا أونيل.

## روابط خارجية
- جوزفين تشابلن على موقع IMDb (الإنجليزية)
- جوزفين تشابلن على موقع روتن توميتوز (الإنجليزية)
- جوزفين تشابلن على موقع ألو سيني (الفرنسية)
- جوزفين تشابلن على موقع أول موفي (الإنجليزية)
- جوزفين تشابلن على موقع قاعدة بيانات الأفلام السويدية (السويدية)
- جوزفين تشابلن على موقع قاعدة بيانات الفيلم (الإنجليزية)
- جوزفين تشابلن على موقع كينوبويسك (الروسية)